# Flagge Palästinas
Die palästinensische Flagge ist die Flagge der Palästinensischen Autonomiegebiete (Westjordanland und Gazastreifen). Sie ist zugleich die Flagge des Staates Palästina.

## Beschreibung
Die Flagge ist in den panarabischen Farben schwarz, weiß, grün und rot gehalten. Das rote Dreieck reicht ein Drittel in die Flagge hinein.

## Vorgeschichte
Obwohl sie erst seit 1948 die Flagge Palästinas ist, hat sie eine deutlich längere Geschichte. So war sie von ca. 1920 bis 1926 die Flagge des Königreichs Hedschas, von 1921 bis 1928 die Flagge Transjordaniens und 1958 die der Arabischen Föderation. Außerdem ist sie identisch mit der Flagge der Baath-Partei. Ihre Rückseite ist zudem identisch mit der Rückseite der Flagge Westsaharas.

## Geschichte
Bis zum Ersten Weltkrieg gehörte die Region Palästina zum Osmanischen Reich. Nach der Niederlage und der Besetzung Palästinas durch britische Truppen im Jahr 1917 wurde das Heilige Land ein Mandatsgebiet unter Aufsicht des Völkerbundes. Dieses britische Mandatsgebiet von Palästina (1923 bis 1948) führte zunächst keine eigene Flagge. 1926 wurde eine Blue Ensign mit einer weißen Scheibe und der Beschriftung Palestine Customs für die Zollbehörden eingeführt. 1927 wurde erstmals eine Red Ensign auf Schiffen gesetzt, die im Mandatsgebiet registriert waren. Die weiße Scheibe trug die Beschriftung Palestine. 1929 wurde bei der Blue Ensign das Wort Customs entfernt. Die Flaggen wurden bis zum Ende des Mandats 1948 verwendet.
Im März 1948 wählte die Gesamtpalästinensische Regierung in Gaza nach Abzug der Briten die Flagge der Arabischen Revolte von 1916 gegen das Osmanische Reich als Nationalflagge eines palästinensischen Staates. Die Flagge war ursprünglich die des Königreichs Hedschas und war 1917 zum Symbol der arabischen Nationalbewegung und 1947 der Baath-Partei geworden. Die Flagge wurde in Gaza verwendet, bis die ägyptische Armee zwei Monate später eintraf.
Während der Besetzung und Verwaltung des Gazastreifens durch das Königreich Ägypten (ab 1952: Republik Ägypten, ab 1958: Vereinigte Arabische Republik) und des Westjordanlandes durch Transjordanien (ab 1950: Jordanien) von 1948 bis 1967 galten dort die Flaggen des jeweiligen Staates.

Flagge des Osmanischen Reiches (1844–1923), in Palästina bis 1917
Flagge des Mandatsgebiets (Groß-) Palästina 1927–1948
Flagge der Arabischen Revolte; Flagge des Königreich Hedschas (1916 – ca. 1920) und Flagge Palästinas (bis 1948)
Flagge Ägyptens (1923–1958), 1948–1958 auch im Gazastreifen
Flagge der Vereinigten Arabischen Republik (1958–1972) (ab 1961 nur noch Flagge Ägyptens, 1982–2024 wieder Flagge Syriens), 1958–1967 im Gazastreifen verwendet
Flagge Jordaniens (seit 1928), 1948–1967 im Westjordanland verwendet

Die Palästinenser nahmen die Flagge mit den Streifen in der Folge Schwarz-Weiß-Grün auf der Palästina-Konferenz am 18. Oktober 1948 in Gaza an. Die Arabische Liga folgte dieser Entscheidung. Am 28. Mai 1964 wurde sie bei der Konstituierung des Palästinensischen Nationalrats (PNC) und Gründung der Palästinensischen Befreiungsorganisation (PLO) in Jerusalem offiziell bestätigt.
Seit 1974, als die Arabische Liga die PLO zur einzig legitimen Vertretung des palästinensischen Volkes erklärte und die UNO der PLO Beobachterstatus einräumte, wird die Flagge international als Flagge der Palästinenser anerkannt.

## Entwicklung

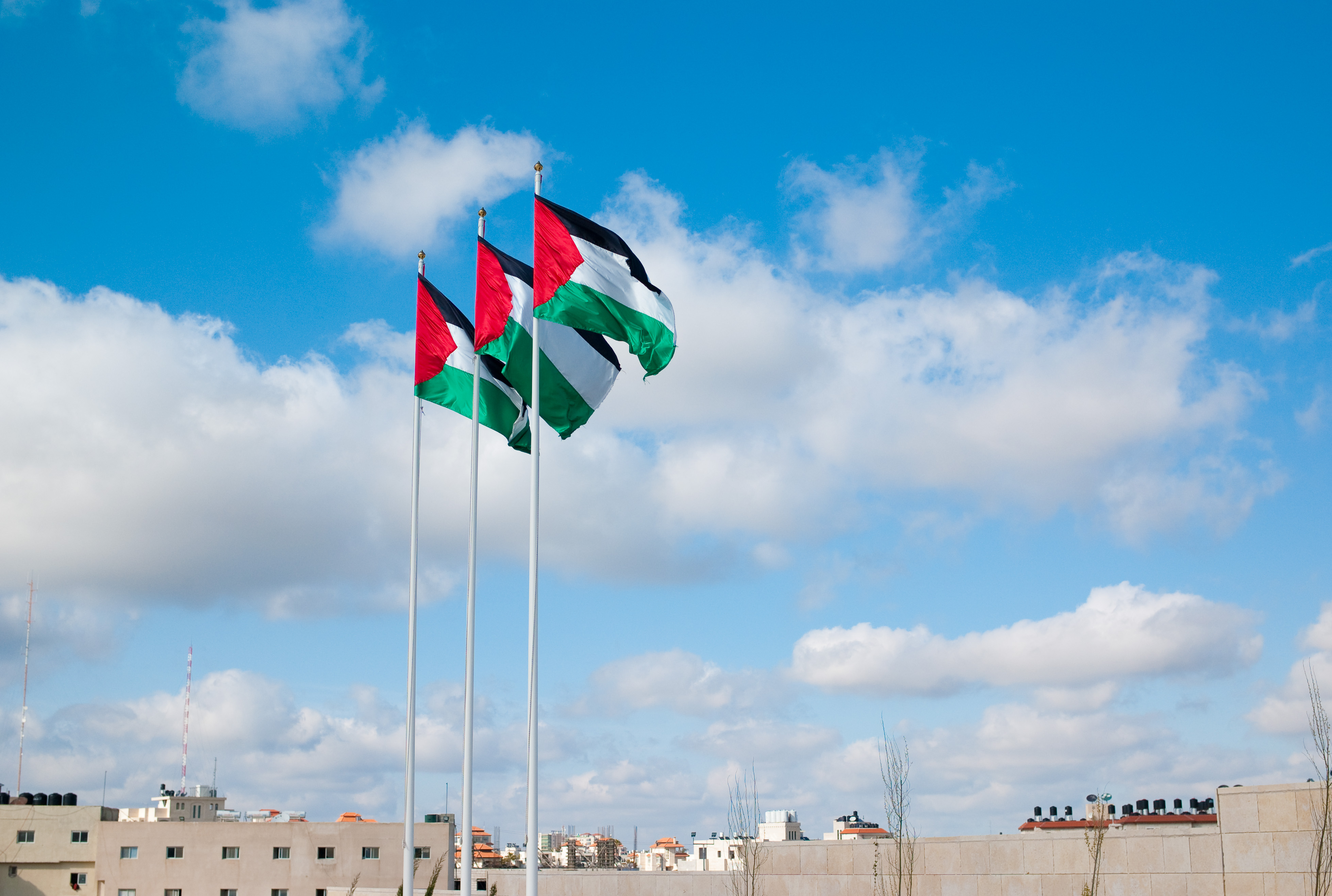
Palästinensische Flaggen am Grab von Jassir Arafat

1988 rief Jassir Arafat nach Beschluss des Palästinensischen Nationalrats in Algier den Staat Palästina aus, der jedoch bisher kein Mitglied der UNO wurde, obwohl ihn mittlerweile 137 UN-Mitgliedsstaaten anerkennen.
In Israel ist die Flagge seit 1967 verboten. Nach der Unterzeichnung des Oslo-Abkommens (1993) war sie seit dem 18. Mai 1994 inoffiziell häufig geduldet.
Im Dezember 2006 wurde bei einem Treffen zwischen dem israelischen Premierminister Ehud Olmert und dem palästinensischen Präsidenten Mahmud Abbas in Jerusalem erstmals die palästinensische Flagge neben der Flagge Israels gesetzt.